# Pau d'Alexandria
Pau d'Alexandria (en grec antic Παυ̂λος Paulos) va ser un escriptor grec d'astrologia que va viure a la darrera part del segle iv, segurament nascut a Alexandria. Segons es diu a Suïdas va escriure dues obres:
- Εἰσαγωγὴ ἀστρολορίας, Introductio Astrologiae
- Αποτελεσματικά, Apotelesmatica.

Suides diu també que era filòsof. La seva importància sembla indicar-la el fet que entre maig i juliol de l'any 546 es va impartir un curs sobre els seus escrits, potser dirigit per Olimpiodor, a la ciutat d'Alexandria, cosa que sembla indicar que podria haver format part dels estudis del quadrivi, dins de la formació escolar almenys fins al segle vi.
Fabricius suggereix la lectura ἢ ἀποτελεσματικά en lloc de καὶ ἀποτελεσματικά i pensa que podrien ser dos diferents títols d'un sol llibre.
Com a publicat consta un sol llibre titulat Εἰσαγωγὴ εἰς τὴν ἀποτελεσματικήν, Rudimenta in Doctrinam de praedictis Natalitiis, escrit probablement el 378, dedicat al seu fill Kronammon, un tractat molt elemental en 37 capítols que repassa la posició dels planetes, les estacions, les fases de la lluna, la longitud del sol cada dia, etc. Es conserven fragments extensos d'aquesta obra, que permet veure la influència de l'antiga tradició astrològica alexandrina.
Suides esmenta un altre astròleg amb el mateix nom, que diu que va predir la pujada al tron de l'emperador Lleonci II. Ricciolus n'esmenta un del segle ix que va escriure una introducció a l'astrologia vers el 867 (Introductio Astrologiae).